# Hiroko Sano
Hiroko Sano (jap. 佐野 弘子, Sano Hiroko; * 5. Februar 1983) ist eine ehemalige japanische Fußballspielerin.

## Karriere

### Verein
Sie begann ihre Karriere bei Tasaki Perule FC. Sie trug 2003 zum Gewinn der Nihon Joshi Soccer League bei.

### Nationalmannschaft
Sano absolvierte ihr erstes Länderspiel für die japanischen Nationalmannschaft am 19. März 2003 gegen Thailand.

## Errungene Titel
- Nihon Joshi Soccer League: 2003